# Simon Stucki
Simon Stucki (* 1984) ist ein ehemaliger Schweizer Unihockeyspielerdes Nationalliga-A-Vereins Unihockey Tigers.

## Karriere

### Als Spieler
Im Dezember 2001 gab Simon Stucki damals sein NLA-Debüt für Unihockey Zäziwil-Gauchern gegen Floorball Köniz. Stucki spielte seine gesamte Karriere bei den Unihockey Tigers. Mit 73 Länderspielen, 59 Skorerpunkten und fünf WM-Teilnahmen hat Stucki die Schweizer Farben über Jahre repräsentiert.

### Als Trainer
Nach der Beendigung seiner Aktivkarriere nach der Saison 2015/16 wurde Stucki Trainer von diversen Juniorenmannschaften der Unihockey Tigers.